# Radio 1 (Belgique)
Pour les articles homonymes, voir Radio 1.
Radio 1 (prononcé « Radio Één » en néerlandais) est la première station de radio généraliste belge publique de la Flandre. Elle appartient au groupe de radio et de télévision public Vlaamse Radio- en Televisieomroeporganisatie (VRT). 
Station de caractère généraliste, elle laisse une grande place à l'information, qu'elle soit locale, nationale et internationale, mais également aux débats, à la culture, aux services et au divertissement. 
Sa grille des programmes laisse par ailleurs une place importante à la musique, qu'il s'agisse de musiques actuelles (variétés belges, européennes ou anglo-saxonnes, pop-rock), de classiques des années 1960 à 1990 ou encore de genres plus spécifiques (blues, soul, world music…). L'ensemble des programmes sont diffusés en néerlandais. 
Selon les derniers chiffres (Vague 2013-3) du CIM, Radio 1 aurait une part de 8,40 % du marché.
Son équivalent francophone est la station de radio La Première de la Radio-télévision belge de la Communauté française.

## Histoire
La loi du 18 juin 1930 crée le Nationaal Instituut voor Radio Omroep, le NIR (Le Institut National de Radiodiffusion, pour ses émissions en français) qui se voit attribuer l’usage exclusif des trois longueurs d’onde accordées à la Belgique, dont deux pour les émissions françaises et flamandes. 
En 2007, Radio 1 a été complètement renouvelée, ce restylage a reçu pour la plupart des critiques négatives. Ainsi, les nouveaux programmes d'informations ont par exemple fortement été critiqués être trop peu détaillé et de faible d'importance, et de trop se concentrer sur des soi-disant faits divers. Le choix de la musique a également été critiqué, la musique a néanmoins été ajustée après, mais la radio a nié que cela avait quelque chose à voir avec les nombreuses critiques.
En octobre 2013, Filip Pletinckx devient le directeur de Radio 1, en succédant à Diane Waumans, qui en était la directrice de février 2010 à 2013.[réf. nécessaire]

## Identité visuelle

### Logos

Logo du NIR (équivalent flamand de la INR) de juin 1930 aux années 1950
Logo du NIR-INR des années 1950 à 1960
Logo de BRT 1 de 1960 à 1996
Logo de Radio 1 de 1996 à 2003
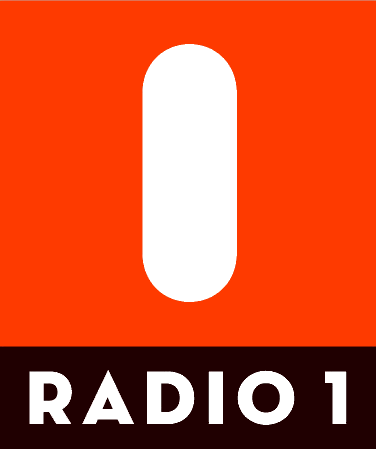
Logo de Radio 1 de 2003 à 2014
Logo de janvier 2014 au 11 février 2025
Logo actuel de Radio 1 depuis le 11 février 2025

### Slogans
- 2004 - Février 2014 : « Meteen mee »[Quoi ?] (« »)
- Depuis février 2014 : « Altijd benieuwd » (« Toujours curieux »)

## Diffusion
Radio 1 est diffusée en modulation de fréquence (FM), modulation d'amplitude (AM) et diffusion audio numérique (DAB) dans une grande moitié ouest du pays (Bruxelles, Gand, Bruges, Louvain, Anvers notamment) et peut également être reçue dans les régions frontalières du Nord de la France (Lille, Dunkerque, Calais, Desvres) et du Sud des Pays-Bas (Zélande, Brabant-Septentrional, Sud du Limbourg). La station peut être suivie par la diffusion en flux sur internet dans le reste du monde.

### Modulation de fréquence (FM)
| Aire de diffusion                                                                     | Fréquences |
| ------------------------------------------------------------------------------------- | ---------- |
| Province d'Anvers (recevable également aux Pays-Bas : Brabant-Septentrional, Zélande) | 94,2 MHz   |
| Brabant flamand                                                                       | 91,7 MHz   |
| Province de Flandre-Occidentale, (recevable également dans le Nord-Pas-de-Calais)     | 95,7 MHz   |
| Province de Flandre-Orientale                                                         | 95,7 MHz   |
| Province de Limbourg                                                                  | 99,9 MHz   |
| Louvain                                                                               | 98,5 MHz   |

### Diffusion audionumérique (DAB)
| Région          | Fréquences                  |
| --------------- | --------------------------- |
| Région flamande | VRT Canal 12A (223,936 MHz) |

### Grandes ondes (AM)
- 927 kHz (anciennement)